# Howard Cummings
Arthur Howard Cummings (* 16. Februar 1954 in den Vereinigten Staaten) ist ein US-amerikanischer Filmarchitekt.

## Leben
Cummings absolvierte in New York City mehrere Kunstkurse und erwarb anschließend einen Masters-Degree-Abschluss im Fach Bühnenbild. Sein erster Arbeitgeber wurde das heimische Fernsehen, wo Cummings zu Beginn der 1980er Jahre als Ausstatter für American-Playhouse-Produktionen wirkte, aber auch frühe, zumeist minder bedeutende Kinoproduktionen szenenbildnerisch betreute.
Ende desselben Jahrzehnts stieg Howard Cummings zu einem der gefragtesten Filmarchitekten Hollywoods auf und gestaltete die Bauten zu einer Reihe von A-Produktionen. Dazu zählen die bittersüße Romanze über ein gemischtrassiges Pärchen Bittersüße Küsse, der mehrere Wendungen nehmende Kriminalfilm Die üblichen Verdächtigen, der Actionthriller Tödliche Weihnachten und die hochkarätig besetzte Verfilmung des John-Grisham-Romans Der Regenmacher. Auch im neuen Jahrtausend gestaltete er die Kulissen zu kostenträchtigen Mainstreamfilmen, 2014 kam ein Auftrag für die Fernsehserie The Knick hinzu. Hier, wie bei den meisten seiner Filme der 2010er Jahre, führte Steven Soderbergh Regie.
Im Jahr 1987 erhielt Howard Cummings einen Regieauftrag und inszenierte das Beziehungsdrama Courtship. Für seine szenenbildnerischen Leistungen zu The Knick und dem Fernsehfilm Liberace – Zu viel des Guten ist wundervoll mit Michael Douglas in der Titelrolle wurde er mit jeweils einem Primetime Emmy ausgezeichnet.

## Filmografie
- 1982: Girls Nite Out
- 1984: Blue Heaven
- 1985: On Valentine’s Day
- 1987: Courtship (Regie)
- 1988: Signs of Life
- 1989: Mord mit System (A Shock to the System)
- 1990: Tödliche Gedanken (Mortal Thoughts)
- 1992: James Taylor: Going Home (Fernsehfilm)
- 1993: Bittersüße Küsse (Foreign Student)
- 1994: Die Kehrseite der Medaille (The Underneath)
- 1994: Die üblichen Verdächtigen (The Usual Suspects)
- 1995: Die Geschichte vom Spitfire Grill (The Spitfire Grill)
- 1995: Der große Stromausfall – Eine Stadt im Ausnahmezustand (The Trigger Effect)
- 1996: Tödliche Weihnachten (The Long Kiss Goodnight)
- 1997: Der Regenmacher (The Rainmaker)
- 1998: Doppelmord (Double Jeopardy)
- 1999: Ein Freund zum Verlieben (The Next Best Thing)
- 2000: Schlimmer geht’s immer! (What’s the Worst Thing That Could Happen?)
- 2001: Tötet Smoochy (Death to Smoochy)
- 2004: Das geheime Fenster (Secret Window)
- 2006: Rent
- 2006: Art School Confidential
- 2007: I Am Legend
- 2007: Der eisige Tod (Wind Chill)
- 2008: Wen die Geister lieben (Ghost Town)
- 2009: I Love You, Beth Cooper
- 2010: Percy Jackson – Diebe im Olymp (Percy Jackson & the Olympians: The Lightning Thief)
- 2010: Contagion
- 2011: Haywire
- 2012: Magic Mike
- 2013: Side Effects – Tödliche Nebenwirkungen (Side Effects)
- 2013: Liberace – Zu viel des Guten ist wundervoll (Behind the Candelabra)
- 2014–2015: The Knick (Fernsehserie)
- 2015: Magic Mike XXL
- 2017: Logan Lucky
- 2019: Die Geldwäscherei (The Laundromat)